# Ешлі Екштейн
Марія Ешлі Екштейн (англ. Maria Ashley Drane), до шлюбу Дейн (англ. Dane; нар. 22 вересня 1981, Луїсвілл, Кентуккі, США) — американська акторка та співачка.

## Життєпис
Марія Ешлі Дейн народилася 22 вересня 1981 року в Луїсвіллі, штат Кентуккі, США в сім'ї Тоні та Шерон Дейн, а виросла в Орландо, штат Флорида. У Ешлі є троє братів і сестер: Майкл Дейн, Тара Дейн та Тейлор Дейн. Вона виросла в Орландо, штат Флорида, де її першою роботою була акторка на студії Disney-MGM

## Кар'єра
Ешлі дебютувала в кіно в 2001 році, зігравши роль Лізи Россбах в епізоді «Міра чоловіка» телесеріалу «Військово-юридична служба». У 2004 році Екштейн зіграла Сьюзан у серіалі « Дрейк і Джош».
Також Екштейн відома співачка. У 2012 році вона виконала пісню «A Little Bit of Food» у мультфільмі «Софія Перша: Одного разу принцеса», в якому вона також озвучила блакитну пташку Мію.
Озвучила Асоку Тано у мультсеріалах «Зоряні війни: Війни клонів», «Зоряні війни: Повстанці», «Зоряні війни: Сили Долі» та в іграх на їх основі, за що отримала дві премії «Behind the Voice Actors Awards».

## Особисте життя
З 26 листопада 2005 року Ешлі Дейн одружена з бейсболістом Дэвидом Экштейном (нар.1975), з яким зустрічалася два роки до весілля.

## Вибрана фільмографія
| Рік       |    | Українська назва                   | Оригінальна назва                  | Роль                |
| --------- | -- | ---------------------------------- | ---------------------------------- | ------------------- |
| 2001      | с  | Військово-юридична служба          | JAG                                | Ліза Россбах        |
| 2003      | с  | Шоу 70-х                           | That '70s Show                     | Джулі               |
| 2004      | с  | Дрейк і Джош                       | Drake & Josh                       | Сьюзан              |
| 2004      | с  | Сильні ліки                        | Strong Medicine                    | Бекка               |
| 2006      | с  | Філ з майбутнього                  | Phil of the Future                 | Грейс               |
| 2008—2014 | мс | Зоряні війни: Війни клонів         | Star Wars: The Clone Wars          | Асока Тано          |
| 2013—2017 | мс | Софія Прекрасна                    | Sofia the First                    | блакитна пташка Міа |
| 2014—2016 | мс | Зоряні війни: Повстанці            | Star Wars Rebels                   | Асока Тано          |
| 2014—2017 | мс | Людина-павук. Щоденник супергероя  | Ultimate Spider-Man                | Деггер              |
| 2017      | мс | Зоряні війни: Сили Долі            | Star Wars Force of Destiny         | Асока Тано          |
| 2019      | ф  | Зоряні війни: Скайвокер. Сходження | Star Wars: The Rise of Skywalker   | Асока Тано          |
| 2020      | ф  | Ші-Ра і могутні принцеси           | She-Ra and the Princesses of Power | Таллстар (голос)    |
| 2022      | ф  | Зоряні війни: Сказання про джедаїв | Star Wars: Tales of the Jedi       | Асока Тано          |